# Salomon Helperin
Sigvard Salomon Helperin, född 11 mars 1954, är en svensk trumpetare och tonsättare. 
Salomon Helperin är en internationellt anlitad trumpetare. Han har skapat ett eget instrument, tyfonorgeln och har en egen ensemble, Gothenburg Yiddish Orchestra.
1972–1974 var han den ende skandinaviske trumpetaren i Jeunesses Musicales världsorkester, som genomförde sommarkonserter i Europa, USA och Israel under ledning av bland andra Zubin Mehta och Leonard Bernstein.  
Helperin arbetar även med ambient musik i gruppen Zebra Syndicate. Efter att på 1970-talet mestadels arbetat på musikinstitutioner som symfoniorkestrar och teatrar har Helperin sedan 1980 verkat som frilansande artist. Han har tidigt utvecklat det akustiska trumpetspelet. Förutom att använda vanliga effekter som reverb, delay och distorsion styr Helperin samplade akustiska ljud, syntar med mera via "pitch to midi converter". Han spelar även på en mängd olika blåsinstrument från hela världen, exempelvis snäckor, zorna, duduk och näverlur.
Helperin började sin komponistbana vid Göteborgs stadsteater 1976. Sedan dess har han skrivit över 100 verk, mestadels kammarmusik men även för större sättningar såsom trumpetkonserter, balettmusik och opera.
Helperin har sina musikaliska rötter i klezmermusiken, en musik som framfördes av judiska spelmän i Öst- och Centraleuropa fram till andra världskriget, men spelar även sefardisk musik och olika slag av orientalisk och arabisk musik. Han arbetar sedan länge med muslimska artister i olika typer av produktioner. 2005 uruppfördes op. 107 "Baruch" vid Göteborgs Synagogas 150 årsjubileum.
Göteborgs Domkyrka har varit en frekvent spelplats med olika typer av konserter. Sedan 2005 spelas tornmusik åtta lördagar varje sommar. 
Tillsammans med Robert Malton har Helperin utvecklat lobby54, loungemusik där trumpet och saxofon spelar till förprogrammerade samplade ackompanjerande fraser.